# Ham Yu-song
Ham Yu-song (koreanisch 함유송; * 16. Februar 1999 in Pjöngjang) ist ein nordkoreanischer Tischtennisspieler. Er nahm an der Universiade 2017 teil.

## Turnierergebnisse
| Verband | Veranstaltung      | Jahr | Ort        | Land | Einzel     | Doppel        | Mixed      | Team          | U-21          |
| ------- | ------------------ | ---- | ---------- | ---- | ---------- | ------------- | ---------- | ------------- | ------------- |
| PRK     | Asienmeisterschaft | 2019 | Yogyakarta | IDN  | letzte 64  | Viertelfinale | letzte 64  | Viertelfinale |               |
| PRK     | Asienspiele        | 2018 | Jakarta    | IDN  |            |               |            | Viertelfinale |               |
| PRK     | Universiade        | 2017 | Taipeh     | TPE  | letzte 32  | letzte 16     |            | Viertelfinale |               |
| PRK     | Challenge Series   | 2019 | Pjöngjang  | PRK  | Halbfinale | Gold          | Gold       |               | Gold          |
| PRK     | Challenge Series   | 2018 | Pjöngjang  | PRK  | Qual.      | Silber        |            |               | Viertelfinale |
| PRK     | Challenge Series   | 2017 | Pjöngjang  | PRK  | Qual.      | Halbfinale    |            |               |               |
| PRK     | World Tour         | 2019 | Shenzhen   | CHN  | letzte 128 |               | Halbfinale |               |               |
| PRK     | World Tour         | 2018 | Stockholm  | SWE  | Qual.      | Viertelfinale |            |               | letzte 32     |
| PRK     | World Tour         | 2018 | Linz       | AUT  | letzte 128 |               |            |               |               |
| PRK     | World Tour         | 2018 | Daejeon    | KOR  | letzte 16  | letzte 16     |            |               | Gold          |
| PRK     | World Tour         | 2016 | Pjöngjang  | PRK  | Qual.      |               |            |               | Halbfinale    |
| PRK     | Weltmeisterschaft  | 2019 | Budapest   | HUN  | letzte 128 | letzte 32     | letzte 32  |               |               |